# Ono što poseješ...
Ono što poseješ je 26. epizoda redove edicije serijala Magični Vetar obјavljena u Lunov magnus stripu #1043. Epizoda je premijerno u Srbiji objavljena 31. decembra 2024. Koštala je 370 dinara (3,16 €, 3,42 $). Epizoda je imala 94 strane. Izdavač јe bio Golkonda iz Beograda. Tiraž sveske bio je 3.000 primeraka. COBISS.SR-ID: 65937673, ISSN: 2812-9644. Epizoda je 1. deo duže epizode koji se nastavio u LMS-1044 pod nazivom ...to ćeš i požnjeti.

## Originalna epizoda
Ova epizoda je premijerno objavljena u Italiji kao #26. pod nazivom Seminatori di morte 1. avgusta 1999. godine. Nascrtali su je Barbati Giuseppe i Ramella Bruno, a scenario napisao Manfredi Đanfranko. Naslovnu stranu nacrtao je Andrea Venturi. Koštala je 3,5000 lira.

## Kratak sadržaj
Aleksandre Heinz priča Magičnom Vetru i E. A. Pou kako je njena porodica pobijena nakon sastanka seljaka iz Farga odbilisa Edvardom Pinklerom. Pinkler jer predlagao seljacima da pređu na industrializovano obrađivanje polja kukuruza, ali seljaci se bune i ne pristaju. Njih predvodi Aleksandrin otac. Pinkler organizuje njegovo ubistvo cele njene porodice. Aleksandra je jedina preživela i sada želi da se osveti. Dok M. Vetar i po putuju ka Fargu. Hogan i Pinkler razrađuju strategiju pacifikovanja seljaka. Pinkler pokazuje sve više straha i nesigurnosti, što Hogana nervira. Ali u tome vidi šansu da Pinkler a instruira prema svojim interesima. Seljaci dolaze pred Pinklerom u kuću sa Slounovim lešem u sanduku i tvrde da je on ubica. Pinkler je potpuno pogubljen i ne zna što da radi sve dok mu Hogan ne da instrukcije da ponudi za ubicu 1000 $, što delimično smiruje seljake. Hogan odlazi na brod Arkadija koji je zakupio da bi se malo povukao iz javnosti. Sver ga više nervira i njegova desna ruka Voren, koji nije sposoban da unapred zna šta Hogan želi. Neprekidno ga poredi sa svojim bivšim desnam rukom Herbertom, koji imao dobro intuiciju i dosta stila. Sam Hogan doživljava noćne more kada mu se u snu javljaju ljudi koje je ubio, a na kraju i Magični Vetar koji mu se pojavljaju u snu kao osvetnik. Na kraju saznaje da je šerif Bridžis poginuo u sa Magičnim Vetrom našta Hogana obuzme pravi strah.

## Prethodno objavljivanje ove epizode
Ova epizoda je već objavljena u #9 kolekcionarskog izdanja Magičnog Vetra u izdanju Golconde 2020. godine.

## Prethodna i naredna epizoda LMS
Prethodna epizoda LMS-1041 nosila je naziv nokturno iz serijala Priče (LMS-1042. je preskočen). Naredna sveska je iz serijala Magični Vetar pod nazivom ...to ćeš i požnjeti (LMS1044).